# Metanisakis sulamericana
Metanisakis sulamericana is een rondwormensoort uit de familie van de Anisakidae. De wetenschappelijke naam van de soort is voor het eerst geldig gepubliceerd in 2004 door Santos, Lent & Gibson.